# Сапега Софія Андріївна
Софія Андріївна Сапега (рос. Софья Андреевна Сапега, нар. 10 лютого 1998 року, Владивосток, Приморський край, РФ) — російська громадянка, затримана білоруськими міліціянтами разом з Романом Протасевичем під час захоплення рейсу 4978 у Мінську 23 травня 2021 року, колишній політв'язень. За однією з версій, журналістка і редактор телеграм-каналу «Чорна книга Білорусі».

## Життєпис
Народилася 10 лютого 1998 року у м. Владивостоці. Її батьки — Андрій Сапега та Анна Дудич, етнічні білоруси. Кузина по материній лінії — співачка під псевдонімом «Єва Стар». У віці восьми років Софія переїхала з матір'ю до м. Пінська в Білорусі, залишилася громадянкою Росії. 2015 року закінчила школу в Мінську та вступила до Європейського гуманітарного університету (лит. Europos Humanitarinis Universitetas) у Вільнюсі, де навчалася за фахом «Європейське право і право Європейського союзу», пізніше почала проходити практику на польському супутниковому телеканалі «Белсат», який веде мовлення переважно білоруською мовою.
Не пізніше кінця 2020 року Сапега почала зустрічатися з білоруським журналістом і політичним активістом Романом Протасевичем, засновником телеграм-каналу Nexta.
У травні 2021 року, Сапега відпочивала з Протасевичем у Греції. Літак авіакомпанії «Ryanair Sun», на якому Сапега і Протасевич поверталися 23 травня до Вільнюса, зробив вимушену посадку в Мінську, де їх обох і затримали.
Спочатку Сапегу затримали, за офіційними даними, на 72 години як підозрювану «у скоєнні в період з серпня до вересня 2020 року злочинів, передбачених кількома статтями Кримінального кодексу Білорусії». Її помістили до СІЗО на Акрестіна, пізніше перевезли в СІЗО КДБ. Перебування під вартою продовжили до двох місяців.
25 травня 2021 року, в телеграм-каналі «Жовті сливи» з'явилося відео, на якому Софія заявляє: «Я є редактором телеграм-каналу „Чорна книга Білорусі“, яка публікує особисту інформацію про співробітників внутрішніх справ», цей телеграм-канал в Білорусі визнаний екстремістським. За неофіційними даними, Сапегу підозрюють в «організації масових заворушень, що супроводжувалися насильством над особою» «організації групових дій, що грубо порушують громадський порядок і пов'язаних з явною непокорою законним вимогам представників влади або які спричинили порушення роботи транспорту»", «розпалюванні расової, національної, релігійної чи іншої соціальної ворожнечі чи ворожнечі». Їй може загрожувати до 12 або навіть до 15 років в'язниці.
26 травня 2021 року, самопроголошений президент Лукашенко в одному зі своїх виступів назвав Сапегу «спільницею» Протасевича — «терориста, який збирався влаштувати кривавий заколот». 28 травня суд Партизанського району Мінська відхилив скаргу захисту Сапеги на її затримання. Офіційне звинувачення на той момент ще не пред'явили, адвоката заарештованої не допустили. Керівник МЗС Білорусі Володимир Макей заявив, що суд над Сапегою планували провести у Білорусі, враховуючи її «підривну діяльність».
9 червня 2021 року, родина Сапеги отримала від неї листи з мінського СІЗО, де написано, що вона просить не звинувачувати у її арешті Протасевича.
25 червня 2021 року, журналіста Романа Протасевича і його подругу, росіянку Софію Сапегу перевели під домашній арешт, про це BBC повідомив батько Протасевича.
На початку грудня 2021 року, згідно повідомлення російської служби BBC, білоруський Слідчий комітет пред’явив Сапезі остаточне обвинувачення – їй загрожувало мінімум 6 років ув’язнення, враховуючи досудову угоду, яку вона уклала зі слідством. Їй інкримінували «розпалювання ворожнечі».
6 травня 2022 року, Гродненський обласний суд засудив Сапегу до 6 років колонії загального режиму, покарання відбувала у виправній колонії № 4 в м. Гомелі.
7 червня 2023 року, згідно Указу самопроголошеного президента Білорусі Олександра Лукашенка про помилування Софії Сапеги, її випустили з виправної колонії № 4 в м. Гомелі та передали делегації Приморського краю РФ

## Реакція на арешт Сапеги
Близькі родичі Софії стверджують, що вона не займалася політикою і не брала участи в білоруських протестах. На їхню думку, зізнанням, що прозвучали після арешту, вірити не варто. Родичі Сапеги звернулися до російської влади, але ті відреагували стримано: на думку речниці МЗС РФ Марії Захарової, все відбувається в рамках білоруського законодавства. Світлана Тихановська заявила, що російський консул у Мінську відмовився зустрітися із Сапегою, але МЗС РФ у відповідь звинуватив Тихановську у брехні. Доля Софії стала предметом розмови міністрів закордонних справ двох країн (Сергія Лаврова і Володимира Макея), після чого заарештованій організували зустріч з російським консулом. Дмитро Пєсков пообіцяв, що Володимир Путін розпитає Олександра Лукашенка про Сапегу під час особистої зустрічі.
26 травня 2021 року, спільною заявою восьми організацій, у тому числі Правозахисного центру «Вясна», Білоруського Гельсінського комітету, визнана політичною ув'язненою. Європейський гуманітарний університет зажадав негайного звільнення Софії, назвавши звинувачення на її адресу надуманими. Президент студентського представництва ВНЗу назвав арешт Сапеги актом «державного тероризму».
28 травня 2021 року, до СІЗО КДБ Білорусі, де перебувала громадянка РФ Софія Сапега, з мінського СІЗО-1 також перевели Романа Протасевича, якого затримали 23 травня 2021 року разом із Сапегою.
2 червня 2021 року, шефство над політичною ув'язненою Сапегою взяла Хелен Б'єрклунд, депутатка Риксдагу.